# Fermeture de l'usine Renault à Vilvoorde
Série La Vie sexuelle des Belges
Camping Cosmos
(1996) La Jouissance des hystériques
(2000)
Pour plus de détails, voir Fiche technique et Distribution.
Fermeture de l'usine Renault à Vilvoorde est un film belge réalisé par Jan Bucquoy et sorti en 1998. Il est un film contestataire contre les fermetures abruptes des grandes usines (ici, l'usine de Vilvorde en Belgique, fermée en 1997 par le groupe Renault lors de l'une de ses restructurations) et il démontre les conséquences perverses de mettre à la rue, sans aucune préparation ou période de transition, des milliers de travailleurs. Le film est le troisième volet de la série La Vie sexuelle des Belges réalisée par Bucquoy entre 1994 et 2003.

## Synopsis
Jan Bucquoy avec sa caméra intrépide et Nathalie Sarthiaux à la poursuite du PDG Louis Schweitzer de l'usine Renault à Vilvorde en Belgique. Les travailleurs affrontent la gendarmerie.
Tandis que les ouvriers s'organisent et se fatiguent autour d'interminables réunions syndicales, Bucquoy prend en main l'argument ultime et désespéré d'une opération kamikaze. Puisque Schweitzer ne manifeste aucun signe d'humanité ou de compassion (sic) envers les travailleurs révoltés, on n'en aura pas pour lui : il kidnappe avec un ouvrier l'inflexible Schweitzer pour faire justice au peuple. Il commet son rapt en utilisant une Renault 5 (qui devient donc partenaire de la guérilla urbaine) et en braquant une arme contre les tempes de Schweitzer (?) qui a un sac autour de sa tête. Une fois dans sa planque, le réalisateur lui demande :
- Pas question de revenir sur votre décision ?
- Non.
Le sang gicle.
Puis c'est l'annonce télé : « Louis Schweitzer, le patron de Renault, est mort hier. Il a été assassiné. »
Le champagne coule, on entend L'Internationale et on montre des images du film Le Cuirassé Potemkine ; Jean Ferrat chante Potemkine (1965) :
M'en voudrez-vous beaucoup si je vous dis un monde
Qui chante au fond de moi au bruit de l'océan
M'en voudrez-vous beaucoup si la révolte gronde
Dans ce nom que je dis au vent des quatre vents
Ma mémoire chante en sourdine : Potemkine.
Ils étaient des marins, durs à la discipline
Ils étaient des marins, ils étaient des guerriers.
Et le cœur d'un marin, au grand vent se burine
Ils étaient des marins sur un grand cuirassier.

## Fiche technique
- Titre : Fermeture de l'usine Renault à Vilvoorde
- Réalisation : Jan Bucquoy et Nathalie Sartiaux
- Production: Francis De Smet
- Musique : Francis De Smet; Léo Ferré : Ils ont voté; Jean Ferrat: Potemkine; Mariage à l'essai d'Alain Chamfort
- Production : Transatlantic Films
- Pays d'origine : Belgique
- Format : 1,85:1 - son mono - 16 mm
- Genre : documentaire fiction
- Durée : 85 minutes
- Date de sortie : octobre 1998, Bruxelles; novembre 1999, Paris
- Son : Marc Doutrepont
- Caméra : Nathalie Sartiaux

## Distribution
- Nathalie Sartiaux : elle-même
- Jan Bucquoy : lui-même
- Louis Schweitzer : lui-même
- Marie Bucquoy : elle-même

## Autour du film
Ce film est une version belge de Roger et moi de Michael Moore mais le réalisateur introduit le panache dans la fin surréaliste. Les ressemblances avec l'enlèvement de Georges Besse sont le fait du hasard. Le film est entrecoupé pas des images télé et des manifestations dans lesquelles on montre des personnages politiques (Jacques Chirac qui disait lors d'une conférence de presse lors de la fermeture : « C'est la vie. Les arbres naissent, meurent. Les plantes, les animaux, les hommes. Et les entreprises ! », Lionel Jospin, etc.) qui donnent un fond réaliste à l'intrigue. Troisième partie de la série de La Vie sexuelle des Belges qui montre les Belges dans l'environnement du travail. Il est précédé par La Vie sexuelle des Belges 1950-1978 et Camping Cosmos.
Le film propose dans un mélange volontairement aigu, témoignages réels (interviews de Michel Rocard, Robert Hue, Henri Emmanuelli, Pierre Mauroy, etc.) et passage à la fiction violente. Cette stratégie de la peur est une revendication de ressemblances à Action directe et aux Cellules communistes combattantes; il y a un même refus du modèle hiérarchique et une haine contre le pouvoir sans qu'on ne donne un précepte ou du crédit à la violence gratuite.

## Commentaire

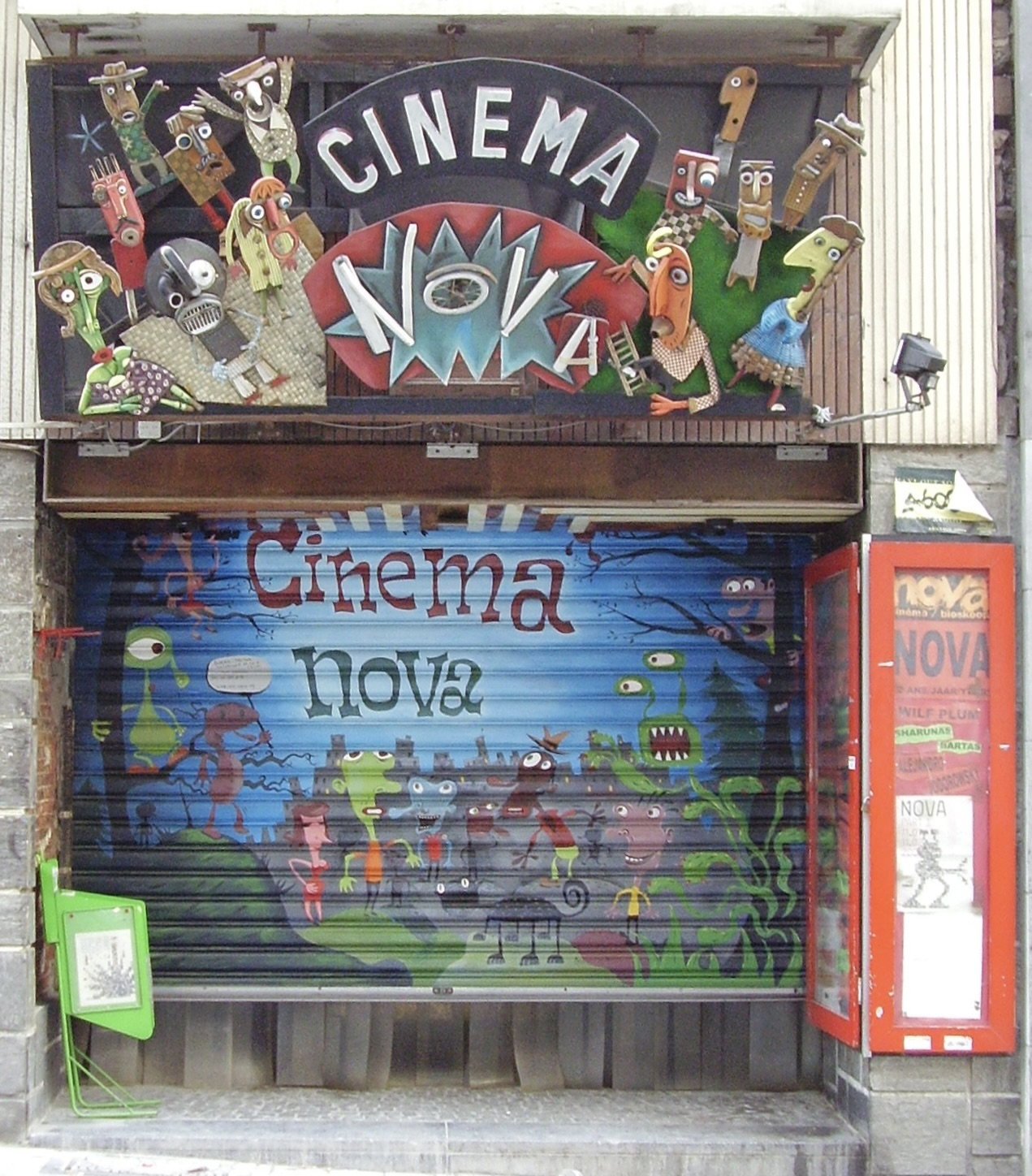
Le Cinéma Nova, salle dans laquelle le film connut sa première à Bruxelles en 1998.

Le film démontre que les patrons d'industrie ne se soucient pas du fait qu’il y ait des contestations de la part de milliers de gens qui perdent leur travail. Les entrevues avec des ouvriers nous montrent leurs frustrations. Le réalisateur du film est impliqué dans l'action et il est même un collaborateur actif dans l'enlèvement fictif du directeur principal Louis Schweitzer. Une scène très convaincante et presque réelle. Le film est spécial parce qu'il trouble le spectateur par le fait qu’il ne sait pas où se situe la partie documentaire et où se situe la partie fiction. De cette manière il offre une ouverture à la colère des gens impliqués. Évidemment, Louis Schweitzer n'est pas assassiné par un des ouvriers. Mais le fait que cela puisse traverser l’esprit de quelqu'un est une idée suffisamment effrayante pour donner une forte composante thriller au film, en ce sens, c’est bien plus qu’un simple documentaire social.